# کامرون کندی
کامرون کندی (انگلیسی: Cameron Kennedy؛ زادهٔ اکتبر ۱۹۹۳ (۳۱ سال)) یک هنرپیشه اهل کانادا است. وی از سال ۲۰۰۸ میلادی تاکنون مشغول فعالیت بوده‌است. 